# Brigitte Bierlein
Brigitte Bierlein   (Viena, 25 de juny de 1949 - Viena, 3 de juny de 2024) va ser una jurista austríaca que va convertir-se en Cancellera d'Àustria del govern de transició sorgit després de l'escàndol Ibiza-Affäre. Va ser la primera dona a assumir aquest càrrec, així com el de presidenta del Tribunal Constitucional.

## Trajectòria professional
Brigitte Bierlein va estudiar Dret a la Universitat de Viena i després de doctorar-se va accedir al cos de jutges. Va començar la seva trajectòria professional com a jutgessa dels tribunals de districte de Viena en l'àmbit del dret de la propietat. L'any 1977 va començar a treballar per la Fiscalia Pública en l'àmbit penal, i l'any 1987 va col·laborar uns mesos amb el Departament de Dret Penal del Ministeri de Justícia.
L'any 1990 va ser designada advocada general adjunta a la Fiscalia General del Tribunal Suprem i va exercir en aquest càrrec fins a l'any 2002, quan el Canceller federal Wolfgang Schüssel la va proposar com a vicepresidenta del Tribunal Constitucional. Després d'una certa polèmica en la seva designació, va acabar accedint al càrrec l'any 2003. L'any 2018 es va convertir en la presidenta d'aquest tribunal després de la jubilació del jutge Holzinger, esdevenint la primera dona a accedir a aquesta posició.
Ha estat reconeguda amb la Gran medalla de plata de la República d'Àustria pels seus serveis al país.

### Designació com a Cancellera d'Àustria
Brigitte Bierlein es va convertir en Cancellera d'Àustria després de l'escàndol polític Ibiza-Affäre. El 17 de maig de 2019 els diaris alemanys Der Spiegel i Süddeutsche Zeitung van fer públics els contactes entre Sebastian Kurz, Heinz-Christian Strache i Johann Gudenus amb una suposada neboda de l'oligarca rus Igor Makarov en una casa d'Eivissa l'any 2017. L'objectiu de la trobada era l'intercanvi d'assistència econòmica directa per favors polítics (sobretot contractes estatals i negocis). Durant els dies posteriors Strache va dimitir de vicecanceller i Kurz va anunciar eleccions anticipades i canvis en el govern. El 27 de maig Kurz va perdre una moció de censura. El 30 de maig el president Van der Bellen va ordenar la formació d'un govern tècnic fins a les eleccions anticipades del mes de setembre. Es va proposar a Bierlein pel càrrec de Cancellera i el 3 de juny en va prendre possessió. El seu mandat va durar fins al 7 de gener de 2020.